# Sjeverna Holandija
Sjeverna Holandija (nizozemski: Provincie Noord-Holland) je jedna od dvanaest nizozemskih provincija, smještena na sjeverozapadu zemlje.

## Geografija
Provincija Sjeverna Holandija ima površinu od 4092 km² i 2 952 622 stanovnika (popis 2023.) Primorska provincija je najvećim dijelom poluotok na zapadu okružen Sjevernim morem, na sjeveru Waddenskim morem i na istoku jezerom IJsselmeerom. Unutar provincije je i zapadnofrizijski otok Texel, na krajnjemu sjeveru. Nekadašnji otok Marken u IJsselmeeru je 1957. nasipom je povezan s kopnom, kao i nekadašnji otok Wieringen koji je povezan s kopnom nakon velikih melioracijskih radova i izgradnje 31 km dugog nasipa Afsluitdijk, kojim je zatvoren IJsselmeer i povezana Sjeverna Holandija s Frieslandom. Provincijom teku rijeke Zaan, Amstel i Vecht, a teren je uglavnom nisko tresetište ispresijecano dinama te riječnim i morskim kanalima. Sve do 1840. provincija Sjeverna Holandija nije postojala, već je bila sjeverni dio povijesne regije Holandije, a te godine podijeljena je na dvije provincije, Južnu i Sjevernu Holandiju. Glavni grad provincije je Haarlem, a najveći Amsterdam, koji je ujedno i glavni grad Nizozemske.
Uzduž obale prostiru se pješčane dine koje formiraju glatku, neprekinutu branu koja štiti unutrašnjost od mora. Veća priobalna naselja su Zandvoort, Bergen aan Zee, Egmond aan Zee i Wijk aan Zee. Od ribarskih luka najveća je amsterdamska IJmuiden, na zapadnom kraju Noordzeekanaala. Izgradnja tog kanala pretvorila je čitav kraj u vitalnu industrijsku zonu pod nazivom IJmond, sa središtima u IJmuidenu, Velsenu i Beverwijku, u kojima se proizvodi čelik, papir, gnojivo i kemikalije. Grad Haarlem je industrijsko središte, poznat i kao središte proizvodnje i prodaje cvijeća, a grad Petten na zapadnoj obali poznat je kao nizozemski istraživački centar za nuklearnu energiju. Pješčano brežuljkasto tlo iza unutrašnjih dina kraj je poznat po uzgoju cvijeća, posebice tulipana, narcisa i šafrana. Kraj se proteže južno od Haarlema prema Južnoj Holandiji, a za razliku od toga kraj sjeverno od Noordzeekanaala poznat je po proizvodnji velikih količina povrća.
Većina pokrajine leži točno na ili ispod razine mora. Tlo se u starijim dijelovima sastoji od treseta, a u novijim dijelovima dobivenim isušivanjem morskih poldera od gline. Sjeverno od Noordzeekanaala iskopanog između 1865. i 1876. godine, odnosno isušivanja nekadašnjeg zaljeva IJa (dio IJsselmeera), ležala su jezera Wijdewormer, Schermer, Purmer i Beemster koja su isušena u stoljeću, kao i nekoliko morskih poldera koji su pridodani kopnu na početku stoljeća. Polder Wieringermeer otet je moru 1930., a polder Haarlemmermeer južno od Noordzeekanaala između 1840. i 1852. godine.
Ovaj dio provincije ispresijecan je 74 km dugim Noordhollandsch Kanaalom, iskopanim od 1819. do 1825. između Amsterdama i Den Heldera. Pejzaž tog kraja je tipično nizozemski s kanalima i vjetrenjačama te urednim vrtovima na kojima se intenzivno uzgaja povrće za tržište. Za razliku od prethodnog, sjeverni polderi, osobito Wieringermeer, kraj je poznat po proizvodnji žitarica i šećerne repe, još više po stočarstvu i mljekarstvu. Ovdje se nalaze svjetski poznati sajmovi stoke i sira, Purmerend i Alkmaar. Gospodarstvo provincije usmjereno je na glavni trgovački centar Amsterdam i njegove industrijske zone Zaanstad i Zaandam. Regija Gooi oko grada Hilversuma, poznatog po snažnim radio stanicama (Radio Nederland Wereldomroep), nekoć je bio šumoviti kraj ispresijecan jezerima i malim selima, a danas se pretvorio u industrijsko-stambenu zonu.

## Vanjske poveznicee
- Službene stranice provincije (nizoz.)
- Noord-Holland na portalu Encyclopædia Britannica (engl.)